# Indholdsleveringsnetværk
Et indholdsleveringsnetværk (CDN - fra engelsk content delivery network eller content distribution network) er et geografisk distribueret netværk af proxyserverere og deres datacentre. Målet er at yde høj tilgængelighed og ydelse ved at distribuere servicen spatialt i forhold til slutbrugerne. CDN dukkede op i de sene 1990'ere som et metode til at afhjælpe internettets ydelsesflaskehalse,
da internettet begyndte at blive forretningskritisk for folk og virksomheder. Siden da er CDN vokset til at tjene en stor del af internettets indhold i dag (2022), inklusiv webobjekter (tekst, grafik og scripts), download-bare objekter (mediafiler, software, dokumenter), applikationer (e-commerce, portaler), live streaming media, on-demand streaming media - og sociale media sites.

## Yderligere læsning
- Buyya, R.; Pathan, M.; Vakali, A. (2008). Content Delivery Networks. Springer. doi:10.1007/978-3-540-77887-5_1. ISBN 9783540778868. Arkiveret fra originalen 2017-09-27. Hentet 2008-07-07.
- Hau, T.; Burghardt, D.; Brenner, W. (2011). "Multihoming, Content Delivery Networks, and the Market for Internet Connectivity". Telecommunications Policy. 35 (6): 532-542. doi:10.1016/j.telpol.2011.04.002.
- Majumdar, S.; Kulkarni, D.; Ravishankar, C. (2007). "Addressing Click Fraud in Content Delivery Systems" (PDF). Infocom. IEEE. doi:10.1109/INFCOM.2007.36.
- Nygren., E.; Sitaraman R. K.; Sun, J. (2010). "The Akamai Network: A Platform for High-Performance Internet Applications" (PDF). ACM SIGOPS Operating Systems Review. 44 (3): 2-19. doi:10.1145/1842733.1842736. S2CID 207181702. Hentet 19. november 2012.
- Vakali, A.; Pallis, G. (2003). "Content Delivery Networks: Status and Trends". IEEE Internet Computing. 7 (6): 68-74. doi:10.1109/MIC.2003.1250586. S2CID 2861167.